# Badmaskin
En badmaskin eller badvagn är en slags kärra med omklädningshytt som användes på 1700-talet och stora delar av 1800-talet. Kärran kördes ut i vattnet med häst så att badarna kunde gå direkt ur hytten ner i vattnet.
Badmaskinerna hade tak och antingen träväggar eller tyg spänt över en träram.
Badmaskinerna utgjorde en del av dåtidens etikettregler för överklassen. Reglerna tillämpades hårdare för kvinnor än för män, men skulle efterföljas av alla som ville framstå som propra.
Särskilt i Storbritannien segregerades kvinnor och män. Ingen av motsatt kön skulle se dem i baddräkt eftersom det inte ansågs vara proper klädsel. När det blev socialt accepterat för män och kvinnor att bada tillsammans avtog badmaskinernas popularitet.

## Bildgalleri

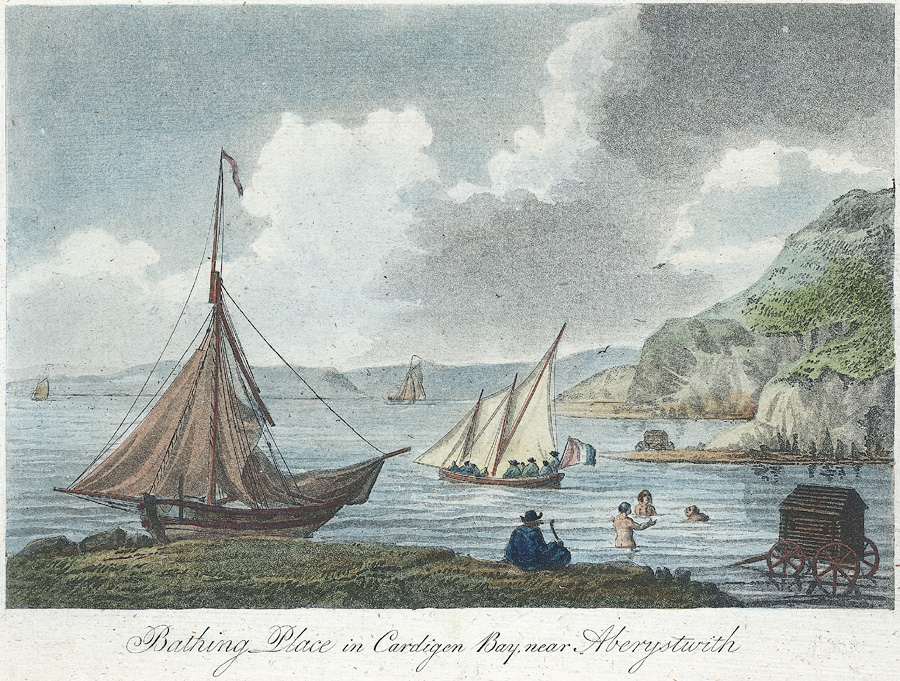
Badmaskin i Cardiganbukten, Wales, c. 1800
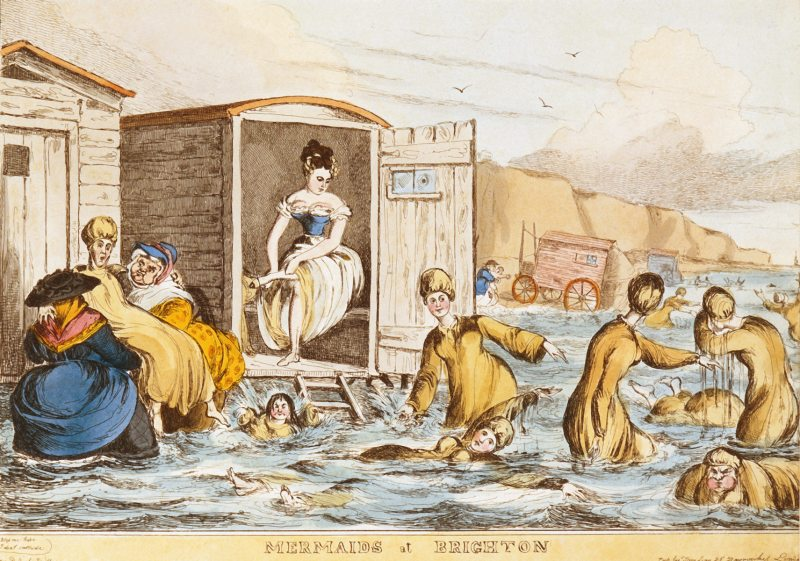
Badare badar bakom badmaskiner i en illustration av William Heath c. 1829
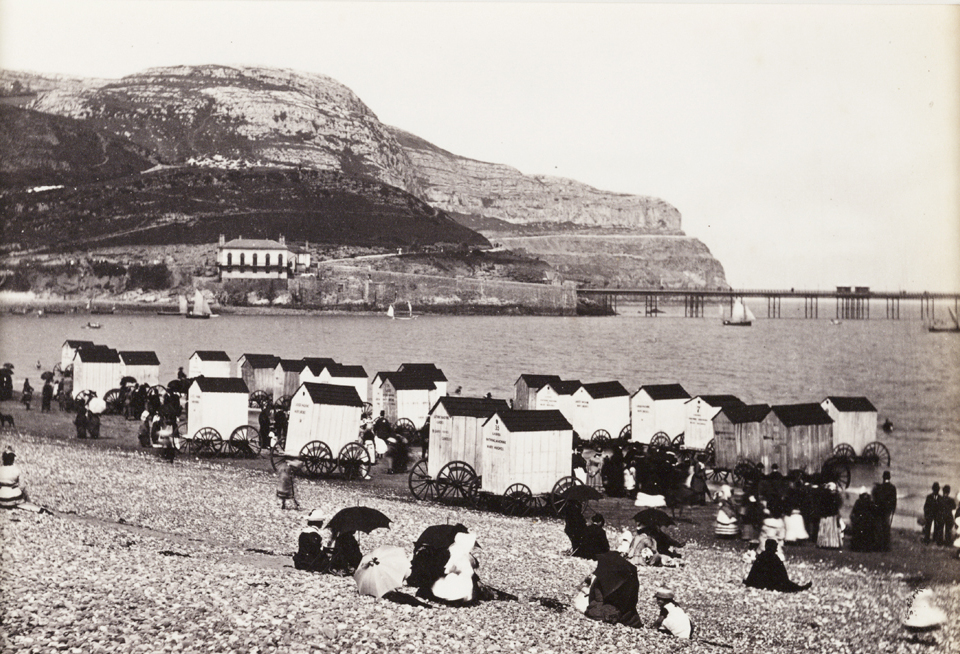
Badmaskiner vid strandkanten c. 1880
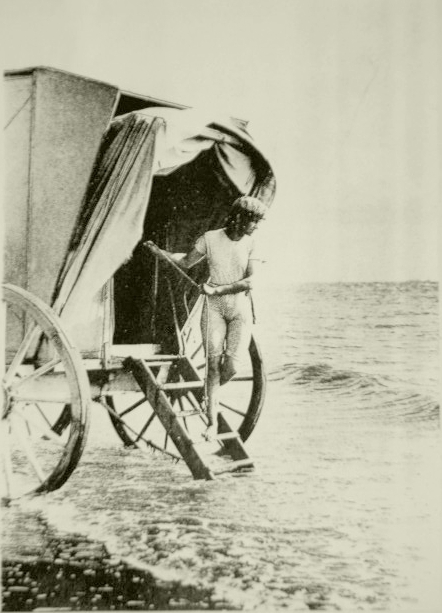
Man i baddräkt kliver ut ur en badmaskin 1891
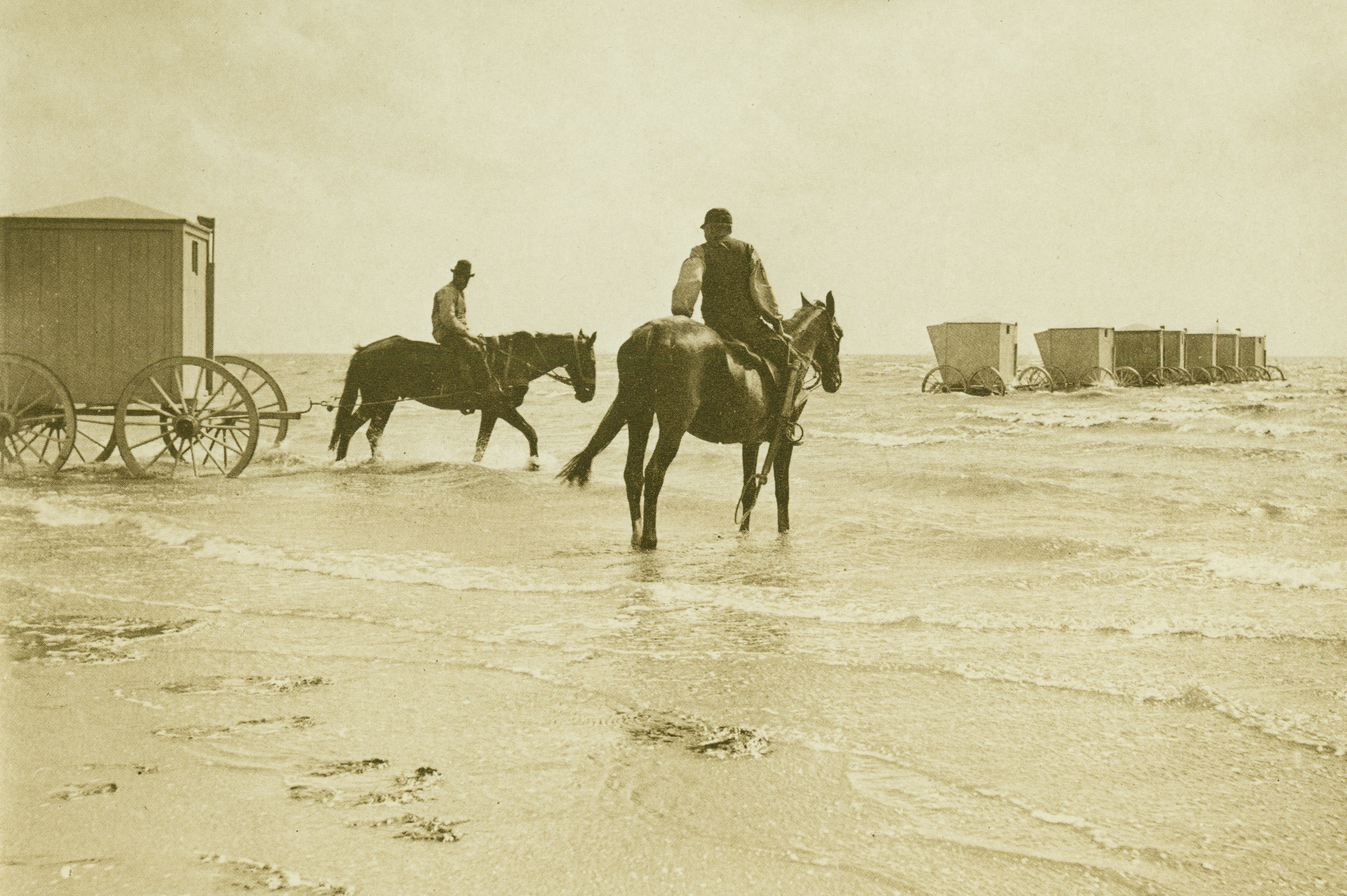
Badmaskiner i vattnet 1895
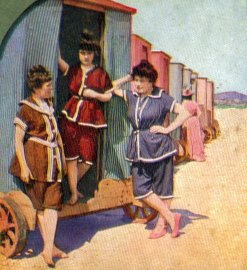
Kvinnor vid badmaskin år 1902
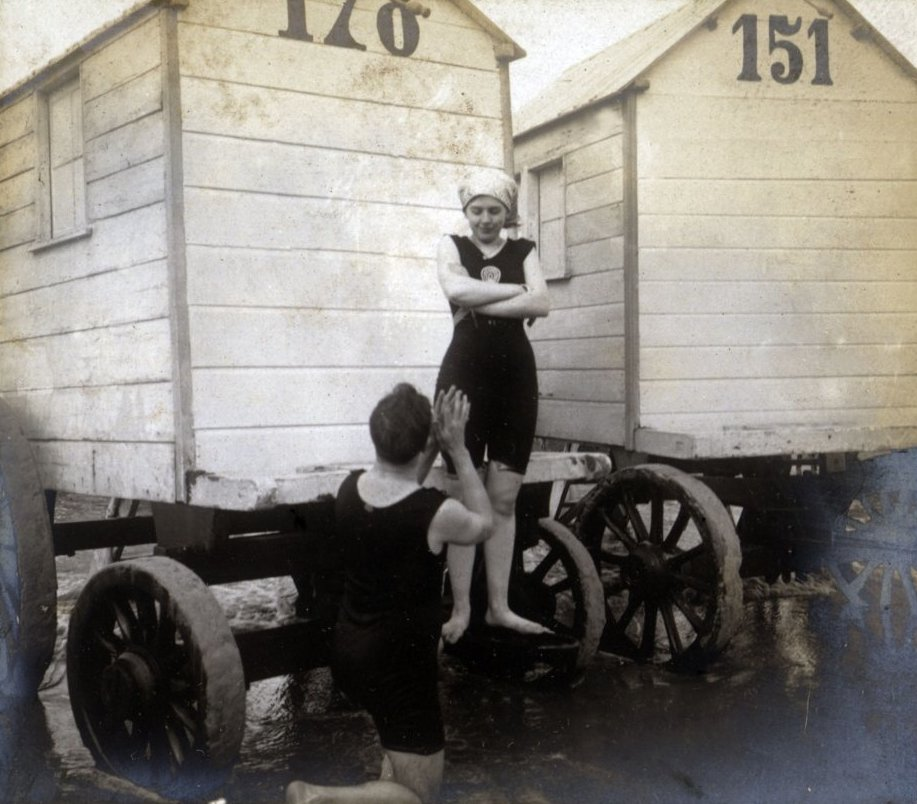
Numrerade badmaskiner 1908
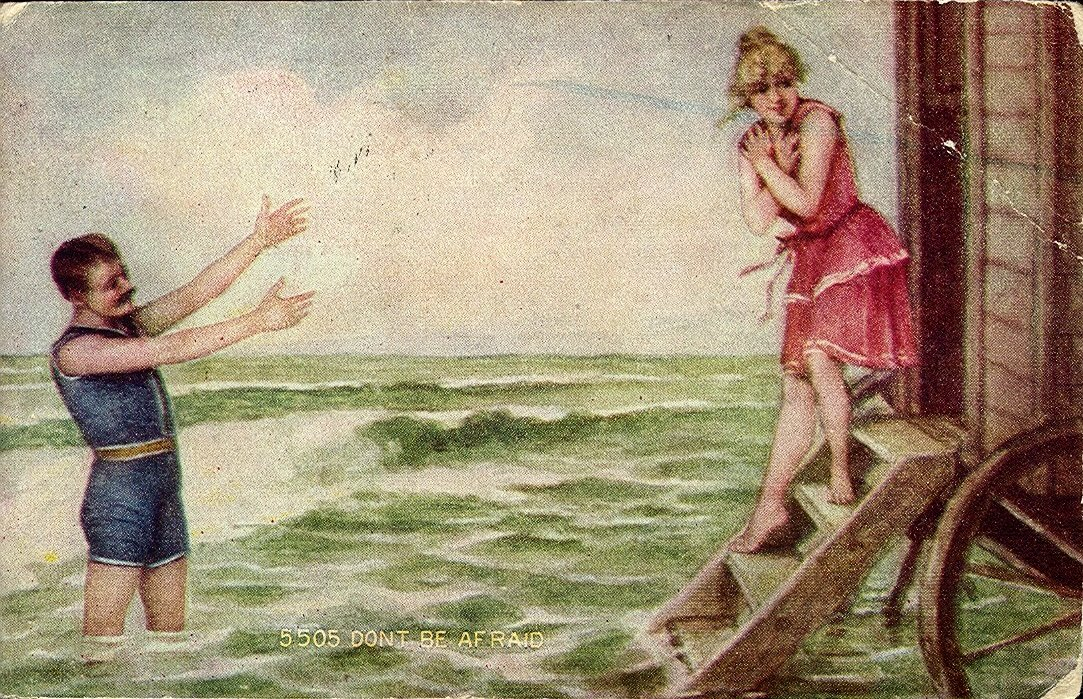
En man och en kvinna i baddräkter c. 1910
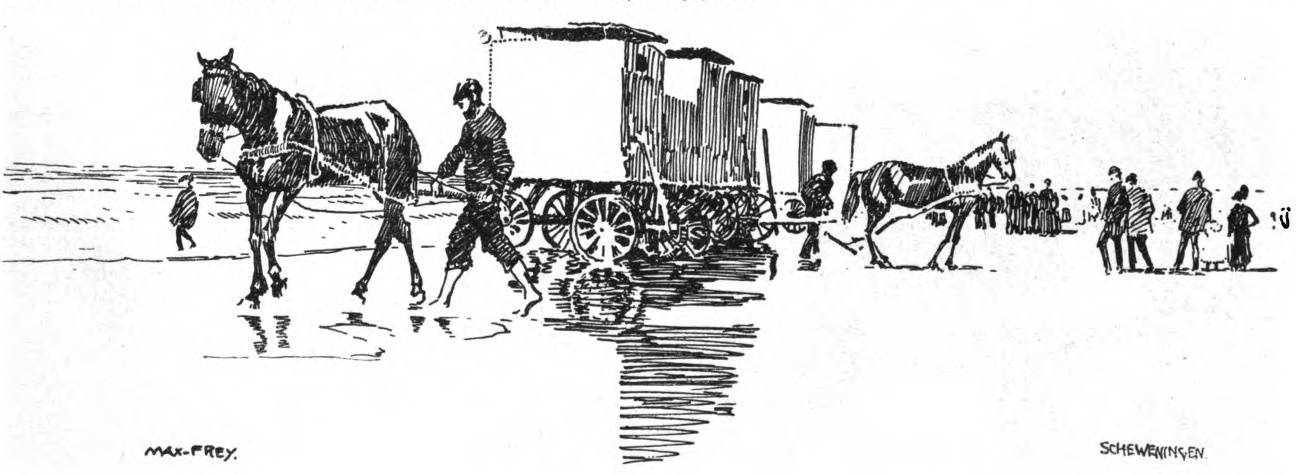
Hästar vid badmaskiner 1912
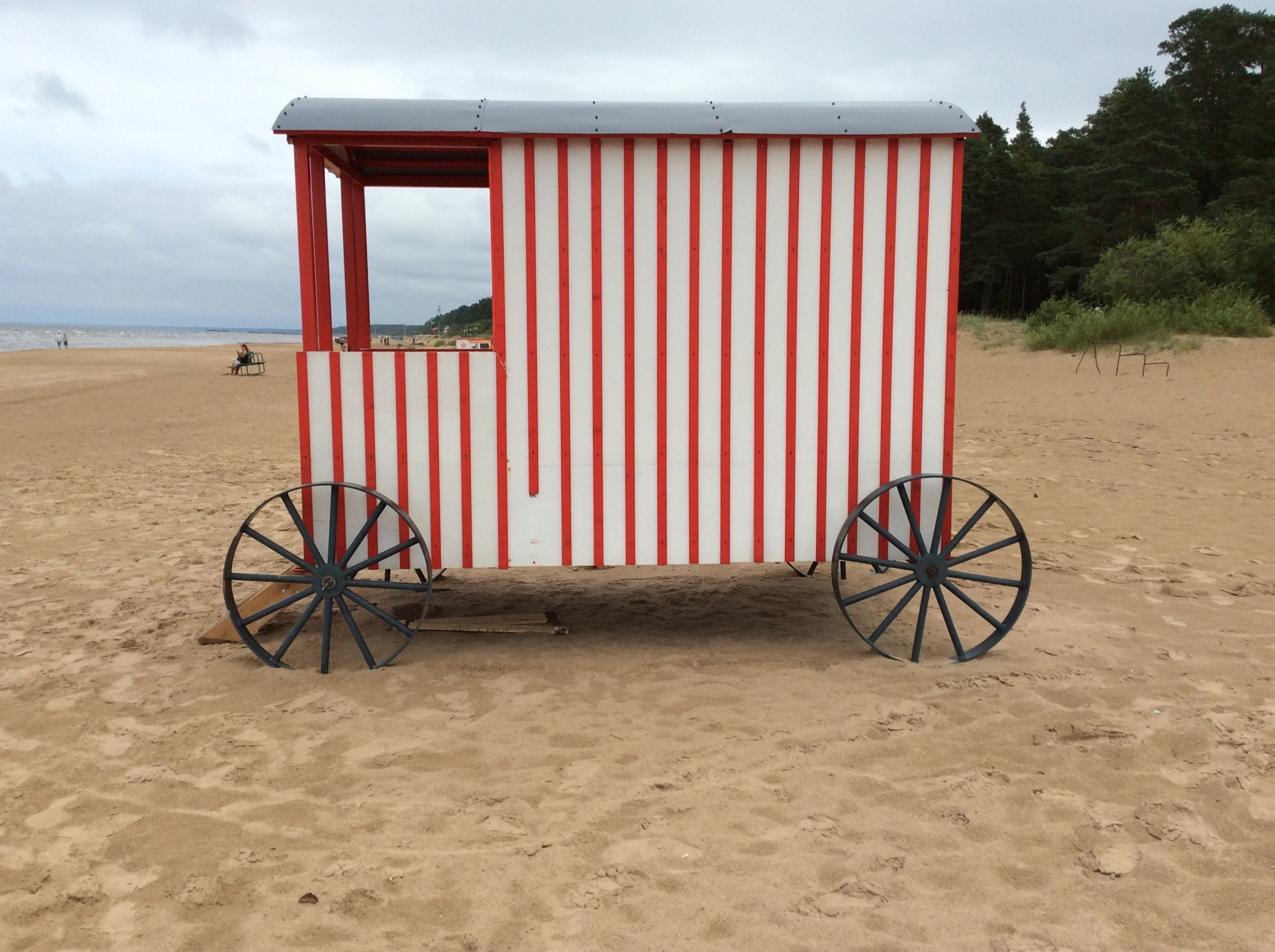
Badmaskinsreplika i Narva-Jõesuu (2016)